# George Filepp
George Filepp s-a născut la 11 aprilie 1823 în Căuaș într-o familie cu titlu nobiliar avut deja în anul 1687, originară din Maramureș. A studiat la Carei și Arad, iar dreptul la Cașovia. Diploma de avocat și-a obținut-o la Budapesta în anul 1848. A participat la prima mișcare memorandistă din anul 1861 alături de Ioan Gallu și Ioan Maniu. În perioada 1861 – 1863 a fost protonotar comitatens și apoi avocat la Tășnad, luând parte la toate mișcările politice și economice ale sălăjenilor. De asemenea va face parte din delegația care va înmâna Curții de la Viena memorandumul din 1891. 
S-a stins din viață la 3 februarie 1895, lăsând prin testament mare parte a averii sale pentru scopuri culturale.